# Рударци
 Тази статия е за селото в България.  За селото в Гърция вижте Рудари.  За други значения вижте Рударци (пояснение).
Рударци е село в Западна България. То се намира в община Перник, област Перник.

## География
Рударци е разположено на югозападния склон на Витоша в община Перник-област Перник, на 7 км отстояние от град Перник и на 17 км от София.

## История
Селото е съществувало още по тракийско време, в селото има тракийска могила. По време на първата българска държава селото е било разположено в местността „Врелото“ по течението на река „Рударщица“, където има следи от добиване на желязна руда, от където произлиза и името Рударци. По същото време мъжете в селото са били освободени от военна служба и плащане на данъци, защото са добивали желязо (жизнено необходимо за онова време). До този момент Рударци не фигурира в данъчните тефтери на държавата.
След падане под османска власт областен турски паша прави опит да събира данъци, което поражда недоволство. Убит е турския бирник, който е погребан в местността „Орлов камък“, впоследствие наречен „Турския гроб“. Тази местност се намира между с.Рударци и с. Мърчаево на тогавашния път, който е свръзвал София, Владая, Мърчаево, Рударци, Кладница, Попово (изселено заради язовир Студена), Крапец (също изселено), Чуйпетлово, Боснек, Старо Село, Диканя и Дрен. В резултат на което към Рударци е изпратена турска потеря. Селото е опожарено. Населението бяга и част от него се крие в манастира на съседното село Кладница, друга част се заселва в село Дрен и образува „Рударска махала“, която съществува и до днес със същото име. Хората, които са били в манастира били открити и убити (клане) от където произлиза и името на с. Кладница (това е една от легендите).
[[Има поверие, което гласи, че хората които са били в манастира били открити след като проследили мома, която точела вода от чешмата на с. Кладница и се срещала с момък от съседното с. Студена. След откриването на хората в манастира и тяхното избиване е излязло проклятието – хора от с. Студена и с. Кладница да не се женят защото носят нещастие, оттогава излиза и кумовата рода между двете села, която продължава, естествено там където се спазва старата кумова традиция]].
След освобождението от османската власт населението започва да се завръща по собствените си имоти, първоначално егреци, след това къщи и образува една от многобройните махали на село Кладница. След освобождението основния поминък на селото е било земеделие, скотовъдство и най-вече за мъжете каменоделство (правене на павета и фина работа облицовка с камък). Рударци се гордее с множество майстори, началници на работни бригади и главни майстори на големи (значими) за онова време обекти (сгради и паметници на културата). Махала Рударци се разраства и обособява като ново село през 1962 г. До 1978 г. Рударци и Кладница са с общо кметство. Рударци е известно с красивата природа и изобилието на минералната му вода.
Павел Делира-дев пръв обръща внимание на минералните извори: „Кладнишките извори… те са единствените термални извори под западните склонове на Витоша с по-голяма радиоактивност… трябва да се съжалява, че и досега тези извори остават неизползвани. Мръсните трапища под изворите служат за киснене на гъските, които единствени изпитват благодатната сила на радия. И ако конопът притежава способността да кондензира радиевата еманация, направените от него ризи ще притежават чудна целебна сила.”
По онова време минералната вода е извирала много по-високо от мястото на днешния извор.

## Население
Численост на населението според преброяванията през годините:
| \| Година на преброяване \| Численост \| \| --------------------- \| --------- \| \| 1965 \| 904 \| \| 1975 \| 1033 \| \| 1985 \| 1114 \| \| 1992 \| 1067 \| \| 2001 \| 1128 \| \| 2011 \| 1362 \| \| 2021 \| 1400 \| |           |
| Година на преброяване | Численост |
| 1965 | 904       |
| 1975 | 1033      |
| 1985 | 1114      |
| 1992 | 1067      |
| 2001 | 1128      |
| 2011 | 1362      |
| 2021 | 1400      |

## Редовни събития
В последната неделя от месец май е празникът на селото. Той се провежда ежегодно, близо до минералния извор в центъра. Съпроводен е от програма, в която участват певческа и танцова група от читалище „Васил Левски“ – с. Рударци.
Всяка година на 1 май се прави курбан в местността „Еремия“.
От няколко години на стадиона се провежда киноложка изложба.

## Други
Под вековния дъб в парка „Дабо“ са заснети няколко сцени от френския филм „Версенжеторикс“ с Кристоф Ламбер.